# En varg söker sin pod
En varg söker sin pod är ett poddradioprogram om kultur med Liv Strömquist och Caroline Ringskog Ferrada-Noli. Podcasten, som lanserades i november 2012, sändes initialt via Expressen kultur, och flyttade 2020 över till Aftonbladet kultur. Från och med januari 2025 sänds det via Under Produktion, och finns sedermera enbart tillgängligt för betalande prenumeranter.